# Dragonfly (космический аппарат)
Dragonfly (в переводе с англ. — «стрекоза») — проект космического аппарата и одноимённой миссии, предполагающей посадку винтокрылого летательного аппарата на Титан, крупнейший спутник Сатурна. Целью исследований является поиск пребиотической химии и жизнепригодности в различных областях Титана, для чего спускаемый аппарат должен обладать возможностью вертикального взлёта и посадки (VTOL).
Титан уникален тем, что на его поверхности находятся углеводороды в жидкой форме, из-за чего он представляет интерес для исследований в сфере астробиологии и абиогенеза. Миссия была предложена Лабораторией прикладной физики Университета Джонса Хопкинса в апреле 2017 года в рамках программы НАСА «Новые рубежи». В декабре 2017 года миссия стала финалистом конкурса, будучи выбранной (наряду с миссией CAESAR) из двенадцати предложений четвёртого этапа «Новых рубежей». 27 июня 2019 года НАСА выбрало проект в качестве победителя. Запуск аппарата с Земли запланирован на июль 2028 года, прибытие к Сатурну и спуск на поверхность Титан ожидается в 2036 году, после чего аппарат сможет работать на Титане более двух с половиной лет.

## Обзор
Космический аппарат «Дрэгонфлай» совершит посадку на Титан, где будет осуществлять поиск микробной жизни и изучать жизнепригодность спутника, пребиотическую химию в разных местах Титана. Аппарат будет способен осуществлять контролируемые полёты, а также вертикальные взлёты и посадки. Генератор аппарата будет работать на радиоактивных изотопах. Миссия предполагает перелёты аппарата в разные области на поверхности Титана с последующим сбором и анализом образцов.
Из-за наличия на Титане поверхностных жидких углеводородов и, возможно, подповерхностной воды, там мог образоваться так называемый первичный бульон, в связи с чем этот спутник Сатурна представляет большой интерес для астробиологов.

## История

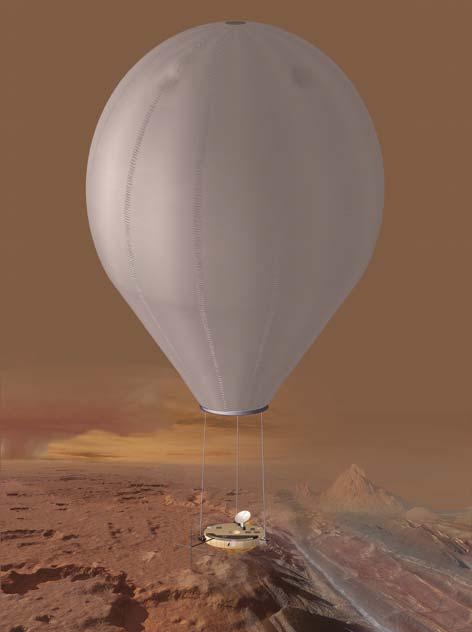
Предыдущий проект миссии на Титан, TSSM, с воздушным шаром и посадочным модулем

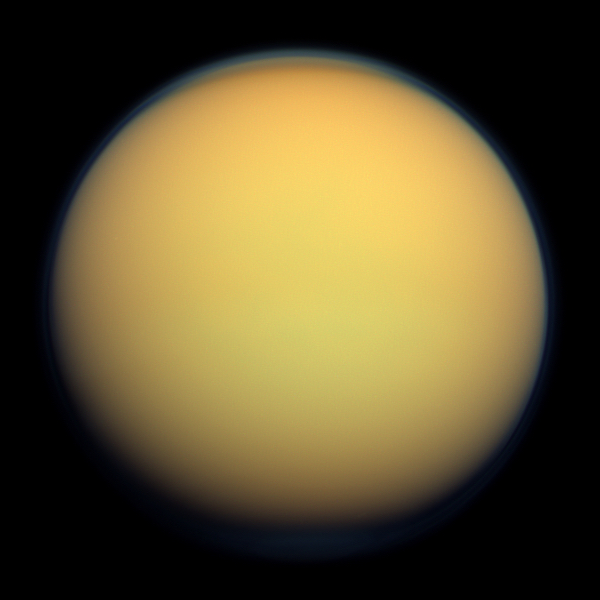
Титан, крупнейший спутник Сатурна, обладает плотной атмосферой и низкой силой тяжести по сравнению с Землей, что облегчает полёт в его атмосфере

Изначальная идея миссии «Дрэгонфлай» возникла в конце 2015 года в ходе беседы за ужином между учёными Джейсоном У. Барнсом (Jason W. Barnes) из Университета Айдахо и Ральфом Д. Лоренцом (Ralph D. Lorenz) из Лаборатории прикладной физики Университета Джонса Хопкинса. Научным руководителем проекта стала Элизабет Тертл, планетолог Лаборатории прикладной физики Университета Джонса Хопкинса. Концепция миссии основана на более ранних разработках, рассматривавших возможность воздушной навигации по Титану, включая исследование 2007 года Titan Explorer, в котором предлагалось запустить на Титане монгольфьер (TSSM) или аэроплан (AVIATR). Концепция миссии «Дрэгонфлай» предполагает использование многовинтового аппарата для перемещения научно-исследовательских инструментов в разные участки Титана и изучения деталей поверхности, атмосферы и геологии спутника Сатурна.
Миссия была предложена Лабораторией прикладной физики Университета Джонса Хопкинса в апреле 2017 года в рамках программы НАСА «Новые рубежи». В декабре 2017 года миссия стала финалистом конкурса, будучи выбранной (наряду с миссией CAESAR) из двенадцати предложений четвёртого этапа «Новых рубежей». 27 июня 2019 года НАСА выбрало миссию Dragonfly, после чего начнётся разработка, детальное проектирование и строительство аппарата с ожидаемым запуском в 2028 году в рамках четвёртой миссии программы «Новые рубежи».

### Финансирование и разработка
До конца 2018 года проекты миссий CAESAR и Dragonfly получили по 4 млн долларов США на дальнейшую более детальную проработку. После выбора миссии Dragonfly началось проектирование, разработка и строительство аппарата, а запуск будет осуществлён в июле 2028 года. Данная миссия станет четвёртой в рамках программы «Новые рубежи».

## Научные задачи
В 2005 году спускаемый аппарат «Гюйгенс» Европейского космического агентства получил некоторые данные о составе атмосферы и поверхности Титана. Так, зонд обнаружил толины, которые являются смесью углеводородов (органических веществ) в атмосфере и на поверхности Титана. Из-за плотной атмосферы Титана точный химический состав, в том числе содержание определённых углеводородов на нём остаётся неизвестным, для чего и требуется изучение спускаемым аппаратом в различных зонах на его поверхности.
Наибольший интерес для исследований представляют места на Титане, где вследствие таяния или криовулканизма появляется вода в жидком виде, реагируя с органическими соединениями. «Дрэгонфлай» сможет, в случае своего воплощения, исследовать различные зоны на поверхности Титана в поисках пребиотической химии и биосигнатур, основанных на воде или углеводородах.
Роберт Зубрин полагает, что Титан обладает необходимыми условиями для поддержания микробной жизни: «Определённо, Титан является наиболее гостеприимным внеземным миром во всей нашей Солнечной системе для колонизации человечеством». Атмосфера Титана содержит азот и метан, также метан в жидком виде находится на поверхности спутника Сатурна. Возможно, что под поверхностью Титана также есть жидкая вода и аммиак, которые могут доставляться на поверхность криовулканической активностью.
19 июля 2021 года в журнале The Planetary Science Journal была опубликована статья «Science Goals and Objectives for the Dragonfly Titan Rotorcraft Relocatable Lander», в которой авторы во главе с заместителем руководителя проекта Dragonfly Джейсоном Барнсом из Университета Айдахо привели утвержденный список научных целей для ортокоптера: 
- Картографирование поверхности Титана с помощью цветных детальных снимков, при этом на фотографиях мест отбора проб грунта должны быть различимы зерна размером менее 120 микрометров.
- Изучение состава поверхностного слоя Титана как минимум в трех разных ландшафтах: дюны, окрестности ударных кратеров и области вблизи русел рек.
- Поиск как органических, так и неорганических пребиотически релевантных молекул, в том числе, аминокислот, азотистых оснований, липидов и сахаров, а также определение их концентрации в грунте и других свойств, в том числе хиральность.
- Определение содержания в грунте водяного льда.
- Определение сейсмической активности Титана.
- Идентификация источников и поглотителей метана и определение их роли в метановом гидрологическом цикле Титана.
- Определение химического состава атмосферы, в частности содержание в ней неона и аргона, что позволит наложить ограничения на модели эволюции атмосферы Титана и поможет разобраться в механизмах осаждения различных веществ из атмосферы на поверхности спутника.
- Мониторинг температуры, давления, содержания водорода и метана в атмосфере, скорости и направления ветра.

## Дизайн и конструкция

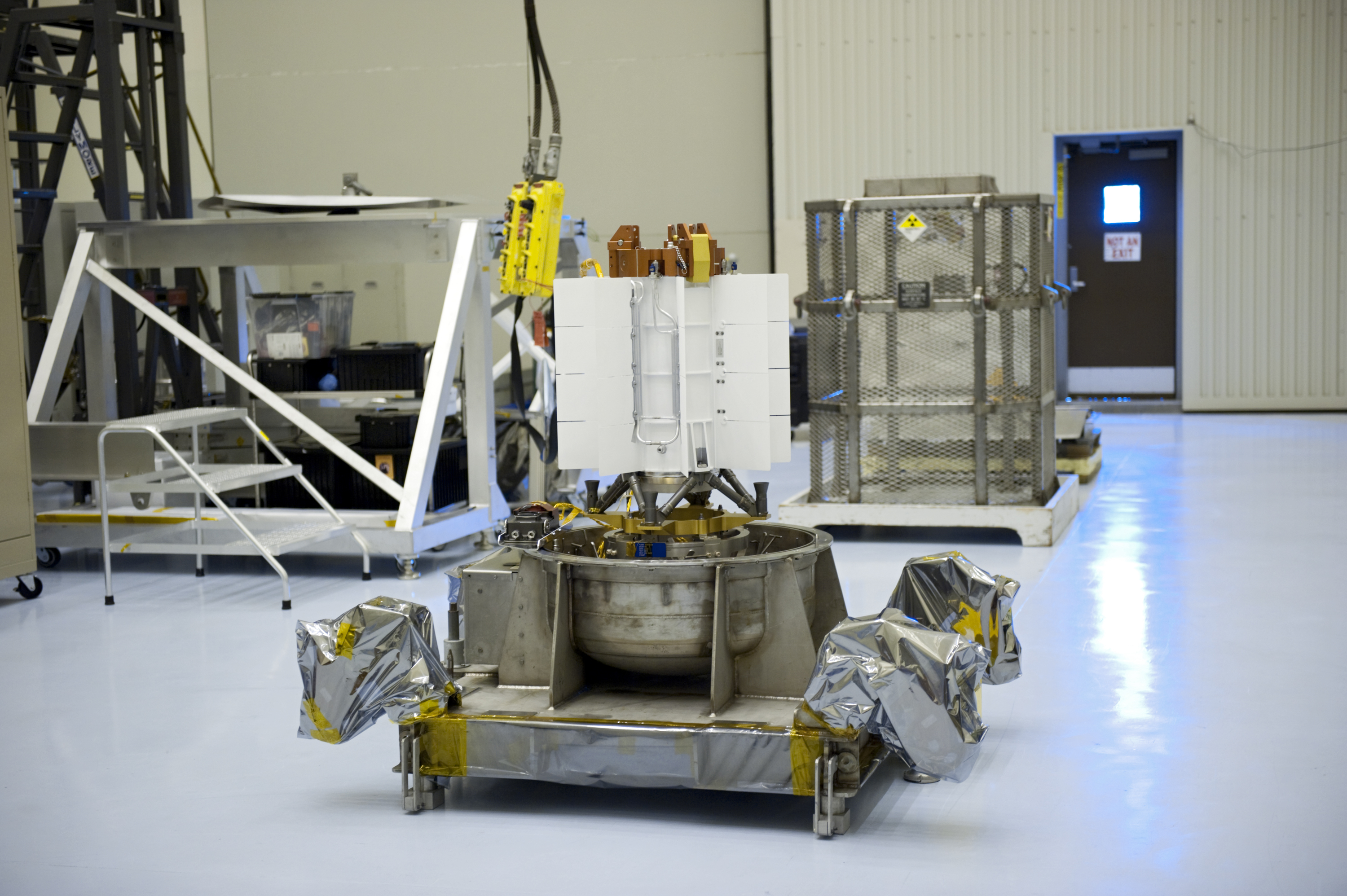
Радиоизотопный термоэлектрический генератор Mars Science Laboratory, отправленный на Марс для питания «Кьюриосити»

Согласно проекту, «Дрэгонфлай» — винтокрылый летательный аппарат. После спуска на поверхность он должен работать как большой квадрокоптер с двойными винтами, то есть октокоптер. Подобная конфигурация винтов позволит аппарату перемещаться даже в случае потери одного винта либо мотора. Каждый винт будет диаметром около 1 метра. Аппарат сможет перемещаться со скоростью около 36 км/ч и подниматься на высоту до 4 км.
Энергия, необходимая для того, чтобы аппарат с подобной массой завис в воздухе, на Титане в 38 раз меньше, чем на Земле из-за более плотной атмосферы и низкой силы тяжести. Атмосфера Титана в четыре раза плотнее, чем на Земле, а сила тяжести составляет около 15 % от земной, поэтому на Титане проще летать. С другой стороны, есть ряд факторов осложняющих миссию, нужно учитывать низкие рабочие температуры, которые составляют около −180 °C у поверхности, а также слабую освещённость. «Дрэгонфлай» сможет преодолевать значительные расстояния, питаясь от батареи, подзаряжаемой от радиоизотопного термоэлектрического генератора (MMRTG) в ночное время. Радиоизотопный термоэлектрический генератор MMRTG преобразует тепловую энергию от естественного распада радиоизотопов в электрическую энергию. На одном заряде батареи аппарат сможет летать несколько часов, преодолевая несколько десятков километров, после чего будет производиться подзарядка. Во время полёта сенсоры аппарата будут фиксировать новые возможные места для исследования.
Согласно предварительным оценкам и моделированию, масса аппарата «Дрэгонфлай» может составить 450 кг (990 фунтов). На аппарате будет размещён тепловой экран диаметром 3,7 м, а также два бура для сбора образцов (по одному у каждой посадочной лыжи) и последующего анализа в масс-спектрометре.
В ночное время, которое длится на Титане около 8 земных дней, аппарат будет находиться на поверхности. В это время он сможет собирать и анализировать образцы грунта, проводить сейсмологические исследования, метеорологический мониторинг и микроскопическое фотографирование местности с использованием светодиодной подсветки, как на аппаратах «Феникс» и «Кьюриосити».

### Предполагаемое научное оборудование
- Масс-спектрометр DraMS (Dragonfly Mass Spectrometer) — масс-спектрометр для определения химического состава проб с Титана.
- Спектрометр гамма-лучей и нейтронов DraGNS (Dragonfly Gamma-Ray and Neutron Spectrometer) для определения химического состава проб с поверхности и из воздуха.
- Геофизической и метеорологический блок DraGMet (Dragonfly Geophysics and Meteorology Package) — набор метеорологических и геофизических сенсоров для определения атмосферных условий, а также проб с поверхности.
- Фотокамера DragonCam (Dragonfly Camera Suite) — несколько микро- и панорамных камер для фотосъёмки поверхности Титана и поиска потенциально интересных площадок для исследования.
- Бур-манипулятор DrACO (Drill for Acquisition of Complex Organics) — не является научным оборудованием, но просверлит поверхность Титана и вакуумирует образцы поверхности и доставит их в прибор DraMS при криогенной температуре.

## Место посадки

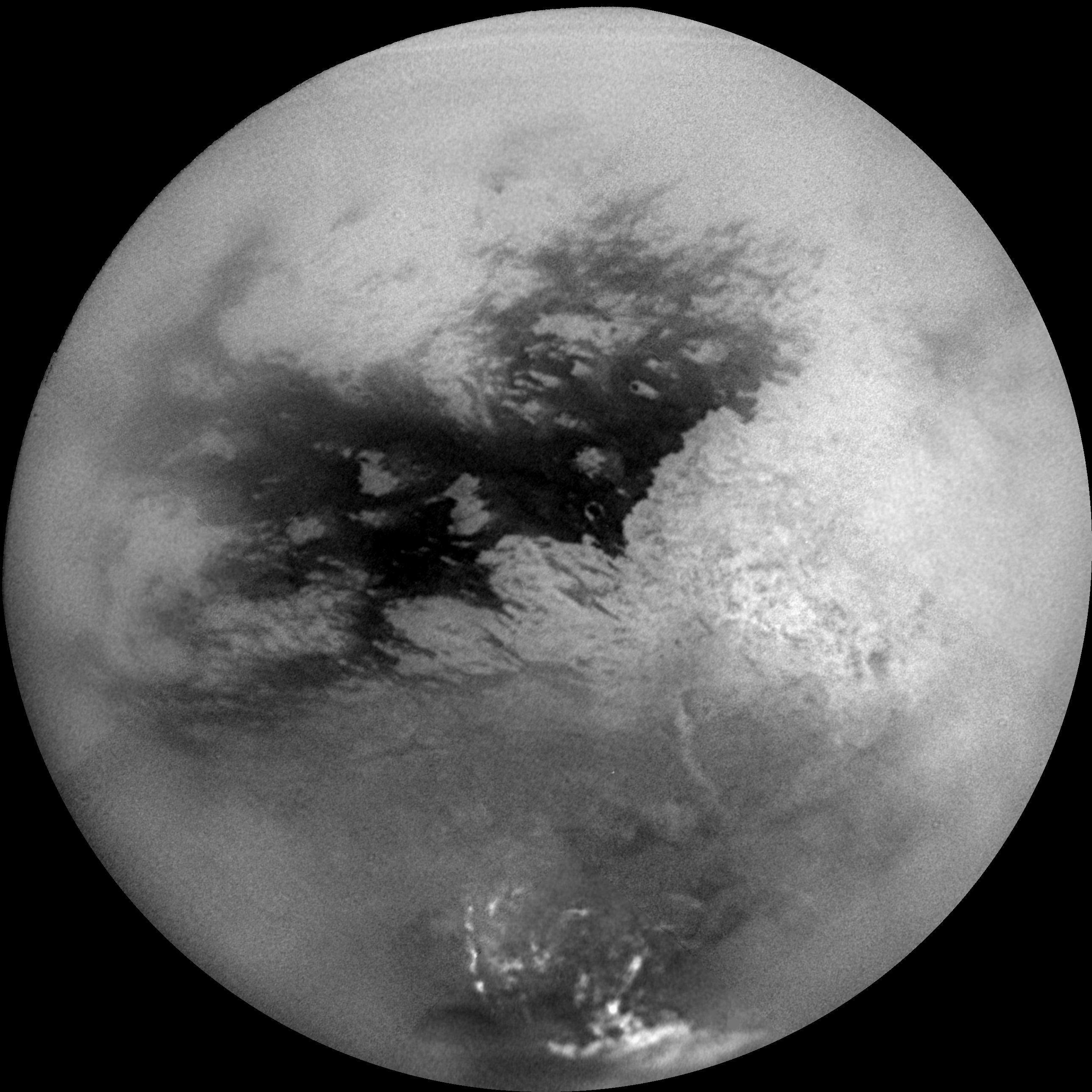
Шангри-Ла — обширная тёмная область в центре

Планируется, что местом посадки винтокрылого летательного аппарата Dragonfly станет область Шангри-Ла, расположенная около экватора и на 700 км севернее места посадки «Гюйгенса». Dragonfly должен будет исследовать эту область посредством серии полётов (до 8 км каждый) и анализа образцов с поверхности. Затем планируется полёт в сторону кратера Селк, где в прошлом, возможно, была вода в жидком виде. Общая протяжённость полётов аппарата может превысить 175 км.